# 황충상
황충상(黃忠尙, 1945년 2월 19일~ )은 대한민국의 소설가이다.
전남 강진에서 출생하였고, 1969년 서라벌예대 문예창작과를 졸업하였다. 1981년 한국일보 신춘문예에 단편<무색계> 가 당선되어 등단하였다. 경기대학 한국사이버대학 문예창작과 교수 (2001~2012 까지)를 엮임했으며 문학나무 편집주간으로 현재 일하고 있다. 2013년부터 박인성기념사업회와 더불어 ‘박인성 스마트소설상’을 제정 수여함으로써 스마트소설의 대중화에 앞장서고 있다.  주요 작품으로 《꽃을 드니 미소 짓다》,《붉은 파도》,《화생(化生)》,《물과 구름의 순례》 등이 있다. 현실적 삶을 초월하려는 관념적 무속 세계를 통하여 존재의 의미를 탐구하는 작가이다.

## 주요저서
출생년도: (1945년 2월 19일~)

출생지: 전남강진

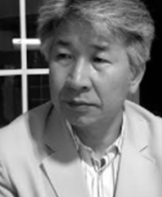
황충상소설가

학력: 서라벌예대(현재중앙대 문예창작과) 졸업
창작집 《뼈 있는 여자(1989)》, 《무명초(1997)》, 《나는 없다(1998)》,《사람본전(2021)》
장편소설 《옴마니 반메홈(1992)》, 《부처는 마른 똥 막대기다(1994)》, 《뼈 없는 여자(1995)》
명상스마트소설 《푸른 돌의 말(2014)》

## 수상
제8회 서라벌문학상(1998년)
제3회 월간문학동리상(2005년)
문학비단길작가상 특별상(2020년)
제11회 황순원작가상(2022년)

## 작품세계
1989년에 발간한 《뼈있는 여자》는 첫 창작집으로 15편의 단편과 1편의 중편이 실려 있다. 김선학문학평론가에 의하면 “인간존재의 진면목에 대한 탐구, 불교적인 세계 인식의 천착, 구도 체험을 통해 일상적 삶에 던지는 화두를 현실적 정황과 결부시키고 있는 곳에 황충상의 이 작품집 세계는 요약될 수 있을 것 같다.”고 말했다.
첫 소설집을 시작으로 황충상은 불교소재와 주제로 작품 활동을 꾸준히 하고 있다. 단편집《무명초》는 스스로 불교소설이라 밝히고 불교를 소재로 한 단편 7편을 싣고 있다. 고은 시인은 《무명초》에 “소설 《무명초》는 아마도 그의 회심의 소산인 것 같다. 저 중국 오지의 돈황 막고굴의 그 극채색의 아름다움과 함께 시작하는 이 소설은 작자의 대승적인 미의식이 출세간과 세간을 넘나드는 구도의 역정을 펼치고 있는데 그 파란만장의 곡절이 구성진 바 있다.” 고 평했으며 윤후명 소설가는 “그의 열정은 신앙의 그것과 같다. 맹목적이고 순수하다. 무릇 우리들이 나이를 먹고 세파에 시달려 변색해 간다는 법칙이 그에게는 통용이 되지 않는다. 이런 점에서 그는 오로지 일과(一果)의 사리(舍利)만을 키우고 있는 것처럼 보인다.” 고 극찬했다. 
《나는 없다》는 ‘없다는 것의 영원한 아름다움’이란 부제를 달았다. 중편 1편과 4편의 단편집이다. 임영봉 평론가는 이 작품집에 대해 “황충상의 작품들은 작가라는 존재와 글을 쓰는 행위가 가질 수 있는 의미에 대하여 새삼스레 돌이켜 볼 것을 요구하고 있다. 그의 작품들이 말하고 있는 바는 결국 작가란 그 무엇도 아닌 자신과의 대결에 생명을 건 존재라는 사실”일 것이다고 말했다. 
《옴 마니 반메 훔》은 ‘대한불교’ 신문에 1년간 연재한 장편소설이다. 작가는 비구니와 수녀를 보게 되면 막연한 상념에 시달린다고 말한다. 그 상념은 “뱀이 허물을 벗듯 그들이 수도복을 벗어버렸으면” 하는 것이며 “모든 여자가 어머니로 남는 세상, 그것이 극락이고 천당”이라고 말한다. 바꿔 말하면 비구니와 수녀가 존재하는 한 이 세상은 지옥이다. 세상이 인류에게 꽃이 될 수 있는가. 사랑하는 이들이 서로의 꽃이 되듯이. ‘옴 마니 반메 훔(당신의 거룩한 꽃 속에 나 온전히 안기나이다)’ 이 바램에 대한 명상이 이 소설을 낳았다고 작가는 밝힌다. 
《부처는 마른 똥막대기다》는 불교 문예지 월간 《불교사상》에 1년 동안 연재한 장편소설이다. ‘마른 똥막대기는 부처고, 우슬초 잎사귀는 사람이다’ 이것은 소설 속 절집 추녀에 매단 풍경이 그곳에 오는 모든 이에게 들려주는 말이다. 동쪽 하늘이 바다와 맞닿은 지점에서 해가 떠오르면 그 절간의 아침은 남쪽 바다에서 몰려오는 안개로 뒤덮인다. 이 전경은 인간이 우주에 머물다 가는 축소판이다. 그래서 이 소설의 절은 우주이고 안개는 인간이다. 
《뼈없는 여자》는 두 남자가 한 여자를 사랑한 이야기, 바꾸어 한 여자가 두 남자를 사랑한 이야기다. 오른쪽 팔을 잡은 남자, 왼쪽 팔을 잡은 남자가 동시에 당기다 빠져나온 팔을 하나씩 안은 두 남자는 외로울 때마다 그녀의 손이 가슴을 만진다고 느낀다. 뼈없는 여자만이 이런 유의 이야기를 창작하게 한다. 
“어둠 속에 분명한 것이 있다. 밤이 아침을 맞는다는 것이다.’ 이제 나는 옛 아내, 지숙에 대한 결론을 내려야 한다. ‘뼈없는 여자는 물과 같다. 그 물의 유연성은 모든 강함을 이긴다. 내게 있으면서도 없는, 없으면서도 있는 지숙.’ 그녀는 수인 스님으로 새 생을 산다. 이생에서 뼈없는 여자로 살기를 서원하면서. 그렇다면 내게 있어. 그녀는 뼈있는 것으로 없고, 뼈없는 것으로 영원한 여자인 것이다.” (본문에서) 
《푸른 돌의 말》은 황충상 명상 스마트소설집이다. 명상이란 이름을 단 스마트소설인 만큼  새롭고 실험적인 면을 보이고 있다. 《푸른 돌의 말》은 유년시절 불가(佛家)와 인연이 있어 <벽암록(碧巖錄)>에 쓴 무산 오현 스님의 글을 빚은 것이다. 오현 스님은 “<벽암록> 에 쓴 내 ‘사족’을 오로지 사족으로 읽고 이 <푸른 돌의 말>을 빚었지 싶어 반갑다. 여기에 성속을 넘나드는 작용이 있어 이 글들은 언제 읽어도 그만한 이야기로 읽히는 맛”이 있다고 작품을 소개한다. 
작가 역시 서문에서 밝힌다. “《문학나무》 문예지에 연재한 ‘사족소설’ 33편을 모아 명상 스마트소설 《푸른 돌의 말》이라 제목을 붙였다. 무산 오현 스님의 <벽암록> ‘역해’와 ‘사족’을 읽고 내 나름의 사념을 줄잡아 쓴 글이라는 뜻이다. 있는 내가 없는 나에게 이야기하고, 없는 내가 있는 나에게 이야기한 이 글을 허공에 뿌린다. 이야기의 씨앗이 누군가 마음밭에 떨어지면 무슨 색깔의 꽃을 피울까. 아득한 생각이 기대와 그리움을 낳는다.” 
윤후명 소설가는 “이 독특한 문법은 오래 전에 그가 등단할 때부터 보여준 놀라운 세계를 잇고 있다” 면서 이것이 “선(禪)인가 하다가도, 판단을 멈추지 않으면 안 된다” 고 말한다. “ 정신이 어느 접점으로 가는 듯하지만 실은 그것 자체를 망막 밖으로 옮겨다 놓는” 소설 세계가 황충상의 세계이며 “어디엔가 지평선과 수평선이 맞닿은 곳”으로 작가가 홀로가고자 한다고 말한다.  
1. ↑  김, 선학 (1989.12.01). 《뼈 있는 여자》 초판. 세계일보사. 326쪽. ISBN 5000066753 |isbn= 값 확인 필요: checksum (도움말). 2021년 6월 25일에 확인함.
2. ↑  황, 충상 (1997.02.01). 《무명초》. 작가정신. 196쪽. ISBN 9788972880288. 2021년 6월 25일에 확인함.
3. ↑  황, 충상 (1994.08.01). 《부처는 마른 똥막대기다》. 아침나라. 312쪽. ISBN 9788943520083. 2021년 6월 25일에 확인함.
4. ↑  황, 충상 (2014.06.09). 《푸른 돌의 말》. 문학나무. 176쪽. ISBN 9791156290124. 2021년 6월 25일에 확인함.